# Gastrospasmo
Il gastrospasmo è una contrazione spastica della tonaca muscolare dello stomaco.
Il gastrospasmo è totale quando interessa tutto lo stomaco, mentre è regionale se interessa una sola regione gastrica.
Un gastrospasmo può essere provocato da:
- malattia di carattere generale (intossicazioni da farmaci, tabagismo, itteri)
- affezioni gastriche (lesioni, gastriti, ulcere, tumori)
- affezioni extragastriche (appendiciti, colecistopatia, ulcere duodenali).